# 경상북도립울릉공공도서관
경상북도립울릉공공도서관은 대한민국 경상북도 울릉군 울릉읍 봉래길 128-10 소재의 도서관이다.

## 연혁
- 1974년 4월 10일 울릉군 공공도서관 개관(도동리 175-3번지)
- 1991년 3월 25일 경상북도립울릉공공도서관으로 명칭 변경
- 1997년 3월 2일 경상북도립울릉공공도서관 이전 신축공사 착공
- 1998년 5월 21일 경상북도립울릉공공도서관 이전 신축공사 준공
- 1998년 5월 23일 경상북도립울릉공공도서관 이전 신축 개관 (저동1리 440번지)
- 2003년 3월 1일 경상북도평생학습관 지정
- 2003년 11월 1일 경상북도립울릉공공도서관 디지털자료실 설치
- 2003년 12월 30일 경상북도립울릉공공도서관 홈페이지 개설(http//www.ullib.go.kr)
- 2008년 2월 1일 새 홈페이지 오픈(http//www.ullib.go.kr)
- 2010년 11월 17일 홈페이지 개편(http://www.ullib.go.kr/ullib%5B깨진+링크(과거+내용+찾기)%5D)
- 2011년 12월 22일 섬초롱도서관(작은도서관) 개관
- 2012년 10월 17일 문화체육관광부장관상 수상(2012 전국 도서관 운영 평가)